# Yasmine Eriksson
Maria Yasmine Johanna Eriksson, född 23 juli 1989 i Partille församling, Göteborgs och Bohus län, är en svensk politiker (sverigedemokrat). Hon är ordinarie riksdagsledamot sedan 2018, invald för Stockholms kommuns valkrets.
I riksdagen är hon suppleant i bland annat civilutskottet, miljö- och jordbruksutskottet och trafikutskottet.